# Joseph Pidcock
Joseph "Joey" Pidcock (né le 20 mars 2002 à Leeds) est un coureur cycliste britannique. 

## Biographie
Joseph Pidcock est né à Leeds, une ville située dans le nord de l'Angleterre. Il est le fils de Giles Pidcock, un ancien cycliste amateur, qui dirige aujourd'hui un club local. Son grand frère Tom mène aussi une brillante carrière dans ce sport. Tout comme ce dernier, il pratique le vélo depuis son plus jeune âge. Dans un premier temps, il se consacre au VTT, et surtout au cyclo-cross. Il finit toutefois par privilégier le cyclisme sur route, car il n'apprécie pas l'environnement humide et boueux des sous-bois,. 
En 2019, il se classe sixième du Tour du Pays de Galles juniors et neuvième du Keizer der Juniores. Il finit également septième de La Philippe Gilbert Juniors en 2020. Après ses performances, il rentre en contact avec Jens Platter, le manager de l'équipe continentale Groupama-FDJ, par l'intermédiaire de son ami Lewis Askey. Il reçoit une réponse positive, qui lui permet d'en intégrer l'effectif en 2021. Décrit comme un puncheur, il parvient à terminer deuxième d'une étape du Tour de la Mirabelle. Il occupe toutefois principalement un rôle d'équipier. 
En 2022, il obtient pour meilleur résultat une septième place sur la dernière étape de la Ronde de l'Isard. Il décide ensuite de revenir dans son pays natal en rejoignant la formation Trinity Racing en 2023. Cette structure est destinée aux jeunes coureurs britanniques. Il vit cependant une saison difficile, avec de multiples chutes et deux commotions cérébrales. Particulièrement touché par ces déconvenues, il ne dispute aucune course après le mois de juillet, et songe alors à mettre un terme à sa carrière
Finalement rétabli, il retrouve la motivation. Il reprend ainsi la compétition en mars 2024. Début avril, il s'impose sur une étape de la Rás Mumhan. Le mois suivant, il se distingue en remportant la dernière étape de la Ronde de l'Isard,. Il s'agit de son premier succès obtenu sur un événement inscrit au calendrier de l'UCI.

## Palmarès et résultats

### Palmarès par année
- 2024
  - 4e étape de la Rás Mumhan
  - 5e étape de la Ronde de l'Isard

### Classements mondiaux
| Année                                 | 2021  | 2022  | 2023 | 2024  |
| ------------------------------------- | ----- | ----- | ---- | ----- |
| Classement mondial                    | 2339e | 3122e | nc   | 2545e |
| UCI Europe Tour                       | 1561e | 1846e | nc   | nc    |
|                                       |       |       |      |       |
| Légende : nc = non classéSource : UCI |       |       |      |       |